# 念珠菌症
念珠菌症（英語：candidiasis）是假丝酵母属（一類酵母菌）所造成的真菌病，在感染口腔時，就會引發鵝口瘡（thrush）。症狀和病徵包括在舌頭、口腔以及咽喉的部位出現小白點，也可能產生例如酸痛或吞嚥困難等的其他徵候。當它感染陰道，就會引起一般稱作酵母菌感染（yeast infection）的疾病，會有包括外陰部搔癢、灼熱感有時甚至會有類似起司塊狀的分泌物從陰道流出的情形，陰莖的感染較不常見，但若發生感染，則也會有搔癢感。有極少數的病例，可能會引發全身性的感染，且會因不同感染部位而產生不同病徵與發燒症狀。
念珠菌屬的真菌中約有二十種會造成感染，其中最常見的是白色念珠菌。常見的感染部位是口部，常出現在一個月內的新生兒、老人，以及免疫系統較弱的病患。免疫系統較弱的病患包括愛滋病患、接受器官移植者、糖尿病患者，以及口服皮質類固醇者。其他風險因子包含使用假牙，以及接受抗生素治療者。陰道感染通常發生於妊娠期，特別是在免疫功能低下並使用抗生素者。全身性感染的風險因子包含進過加護病房、手術後的那段恢復期、出生時體重不到標準的嬰兒，以及免疫系統低下者。
避免口腔感染的方法包含：讓免疫能力較差的人使用含洗必泰（防腐消毒藥）的漱口水漱口、氣喘患者於使用吸入性類固醇後漱口；陰道經常感染的患者則可使用益生菌來治療。口腔感染的患者塗抹克黴樂或耐絲菌素通常有效，但若上述治療無效則可以口服或注射氟可那挫、伊曲康唑，或两性霉素B等藥物。陰道感染目前已知有許多抗真菌藥物可以治療，包含克黴樂。全身性的感染則通常以靜脈注射給予兩性黴素B治療，對於易受感染的特定族群則可能會預防性地給予抗真菌藥物。
出生不到一個月的嬰兒中，6%會有口腔型的念珠菌感染。正接受化療的癌症病患其感染機率會有20%，艾滋病患也有20％的感染風險。差不多有四分之三的女性曾在一生中感染過念珠菌症。全身性的感染並不常見，通常只見於暴露在危險因子中的患者。這些疾病在學術的名稱分別為念珠菌症、念珠菌性陰道炎（moniliasis）還有卵霉菌病（oidiomycosis）。

## 病原特性
念珠菌是一種真菌，屬酵母菌目，具酵母型或假菌絲型雙相，酵母型為圓形或橢圓形，可產生芽生分生孢子。研究已發現超過150種念珠菌，有9種可感染人類。念珠菌對人類是一種伺機性病原，喜愛酸性環境常存於人體的口腔、皮膚、消化道、陰道等黏膜組織和臟器中，人體中最常見的為白色念珠菌。

## 種類
人類可能因為住院期間接觸到受汙染的醫療器材、藥品而發生血液感染，亦可能因為哺乳時與嬰兒口腔接觸而發生皮膚感染，或性交時男方的精液糖分太高，念珠菌陰道炎容易發生在成年女性身上。
除此之外懷孕、糖尿病、服用抗生素和服用使身體免疫力下降的藥品，亦有可能增加念珠菌症的感染風險。

## 症狀
念珠菌菌血症，感染時會發生發燒、心跳過快、呼吸急促、低血壓等類似細菌性敗血症症狀，死亡率達40-60%。
罹患念珠菌陰道炎的患者陰道分泌物會增加，伴隨外陰搔癢症狀，由於月經來潮時陰道環境偏鹼，症狀會稍微減輕。外陰部的念珠菌感染，若在性交時直接接觸而傳染。

## 治療
不同的症狀和不同感染菌種的念珠菌症，常選擇的藥物包括 amphotericin B，fluconazole(有抑菌功能)，liposomal amphotericin B，voriconazole，caspofungin等。
外陰部感染可利用止癢藥物減輕症狀，並依醫師指示的濃度和方法，使用碳酸氫鈉(小蘇打)溶液清洗外陰部。因其他疾病引起的念珠菌症，應同時改善該疾病。

## 預防
為了預防侵入性念珠菌症，應加強自身的免疫力。
念珠菌喜愛悶熱潮溼的環境，預防皮膚感染型的念珠菌症，可穿清爽透氣吸汗材質等純棉或蠶絲製的貼身內衣褲，注意經常更換清洗，避免人造纖維材質的貼身衣物或緊身的牛仔褲。

## 外部連結
- 中的“念珠菌症”
- 微生物免疫學-Candidiasis albicans(白色念珠菌) （页面存档备份，存于）